# Zachvatkinibates behanae
Zachvatkinibates behanae är en kvalsterart som först beskrevs av Sandór Mahunka 200.  Zachvatkinibates behanae ingår i släktet Zachvatkinibates och familjen Punctoribatidae. Inga underarter finns listade i Catalogue of Life.